# Таможенный кризис 1832 года
Таможенный кризис 1832 года (также тарифный кризис, нуллификационый кризис) — политический кризис в Соединённых Штатах Америки, имевший место в период президентства Эндрю Джексона. Предметом кризиса являлись споры о том, имеет ли право отдельный штат отменить (аннулировать) федеральные законы в пределах своих границ.
Причиной кризиса стали таможенные законы 1828 и 1832 годов, устанавливавшие высокие протекционистские пошлины на промышленные товары, что было выгодно, прежде всего, растущей промышленности северных штатов и наталкивалось на сопротивление со стороны Юга, экономика которого была в значительной степени основана на сельском хозяйстве. Сопротивление введению пошлин и политическая традиция, которая рассматривала США как содружество отдельных суверенных отдельных штатов, вели к тому, что доктрина нуллификации нашла большую поддержку в Южной Каролине. По мнению её властей, федеральные законы, противоречащие законам штата, могли быть нуллифицированы и объявлены недействительными.
После утверждения таможенного закона 1832 года Южная Каролина под руководством Джона К. Кэлхуна, Роберта Янга Хейна, Джеймса Хамилтона-младшего и других политиков начала приводить эту доктрину в действие. Власти штата решили объявить утратившими силу таможенные законы 1828 и 1832 года с весны 1833 года и угрожали отделением от Соединённых Штатов, если центральное правительство решит силой сохранить действие этих законов.
Президент Эндрю Джексон, сам относившийся к пошлинам в значительной степени скептически, отреагировал на это призывом к Конгрессу о дальнейшем снижении пошлин, однако одновременно публично подверг критике Южную Каролину и доктрину нуллификации, угрожая использованием военной силы. Рабовладельцы Юга, поддержавшие нуллификацию Южной Каролины, однако, дали понять, что хотели бы любым способом предотвратить войну. Под руководством Генри Клея компромисс в итоге был найден. Он предусматривал дальнейшее снижение пошлин, а также отмену нуллификации Южной Каролиной.